# Красноспинная монжита
Красноспинная монжита (лат. Neoxolmis rubetra) — вид птиц из семейства тиранновые (Tyrannidae).
В ревизии 2020 года был отнесён к роду Neoxolmis; ранее рассматривался в роде Xolmis.

## Описание
Длина 18—19 см. У самца красновато-коричневая шапочка, белая голова с чёрными полосами, а спина рыжая или рыжевато-коричневая.

## Распространение
Эндемик Аргентины (по другим данным, зимуют в Уругвае, а в 2013 году по одному из сообщений птицы были замечены в Бразилии, а также в Чили).
Естественной средой обитания являются субтропические или тропические сухие кустарниковые степи и пастбища.

## Биология
Питаются насекомыми. Вокализация изучена мало, как и поведение в период размножения. В присутствии птенцов взрослые особи издают мягкий металлический звук «пик».